# برايان غرين (عداء سريع)
برايان غرين (بالإنجليزية: Brian Green) هو عداء سريع بريطاني، ولد في 15 مايو 1941 في Ormskirk ‏ في المملكة المتحدة.

## وصلات خارجية
- برايان غرين على موقع أوليمبيديا (الإنجليزية)
- برايان غرين على موقع اللجنة الأولمبية البريطانية (الإنجليزية)
- برايان غرين على موقع اتحاد ألعاب الكومنولث (مؤرشف) (الإنجليزية)